# Wieprza
La Wieprza (en allemand Wipper) est un fleuve du nord-ouest de la Pologne qui se jette dans la mer Baltique à Darłowo.

## Géographie
Elle a une longueur de 112 km et son bassin couvre une surface de 2 170 km2.
La Wieprza traverse les villes de Kępice, de Sławno et de Darłowo. Ses principaux affluents sont la Studnica et la Grabowa.